# زاسوسنا
زاسوسنا (بالروسية: Засосна) هي مدينة في مقاطعة بيلغورود أوبلاست في روسيا. يبلغ عدد سكانها حوالي 4242 نسمة.